# Scheiffartsburg
Die Scheiffartsburg, auch Weilerburg genannt, war eine Burg in Weilerswist in Nordrhein-Westfalen. 
Neben der Burg Kühlseggen war die Scheiffartsburg die zweite Burganlage in Weilerswist, die jedoch im 20. Jahrhundert untergegangen ist. 
Die Burg ist wahrscheinlich aus dem Hofgut des Scheiffart von Merode entstanden. Das Adelsgeschlecht war im 14. Jahrhundert in Weilerswist begütert. Erster Besitzer von Burg Kühlseggen und von der Scheiffartsburg war ein Walraf von Merode, der 1368 erstmals genannt wurde. Der adelige Hof bekam später den Status eines landtagsfähigen kölnischen Rittersitzes. Er war bis in die zweite Hälfte des 17. Jahrhunderts Sitz des Geschlechtes der Scheiffart von Merode. 1711 erwarben die Freiherren von Lützerath die Burg. 1782 verkaufte dann Friedrich Freiherr von Lützerath das Anwesen an die Witwe des Freiherrn Heereman von Zuydtwyck. Ihm gehörte seit 1781 auch die Burg Kühlseggen. Im Kaufvertrag wurde das Anwesen als weitläufiges Gebäude mit Scheune in Stallungen, die wohl auf der ehemaligen Vorburg standen, beschrieben. 1836 erbte Josepha Freiin Heereman von Zuydtwyck den Besitz. Sie war verheiratet mit Clemens Wenzeslaus Freiherr von Eltz-Rübenach. Das landtagsfähige Gut war mit 370 Morgen Besitz in die Matrikel eingetragen worden. 1861 wurde das Gut verkauft und aus der Matrikel gestrichen. Die Burg verfiel nun zusehends. 1895 erschienen die Bauwerke schon nicht mehr in Plänen. Der Turmstumpf aus Backsteinen wurde von amerikanischen Truppen 1945 gänzlich abgebrochen, da sie die Steine als Fundament für Brücken über den Mühlenbach und die Erft benutzten. Die Brücken waren von deutschen Truppen zerstört worden.
Der Rittersitz ist wahrscheinlich zweiteilig gewesen. Das Herrenhaus lag erhöht und bestand aus einem treppengiebelgeschmückten hohen Wohnhaus der Spätgotik. Nach Südwesten schloss sich eine verwinkelte Gruppe von kleineren Bauten an, die mit dem oben genannten Eckturm abschloss. Diese Angaben konnten aus einer Zeichnung von Renier Roidkin entnommen werden.